# باندنگذر

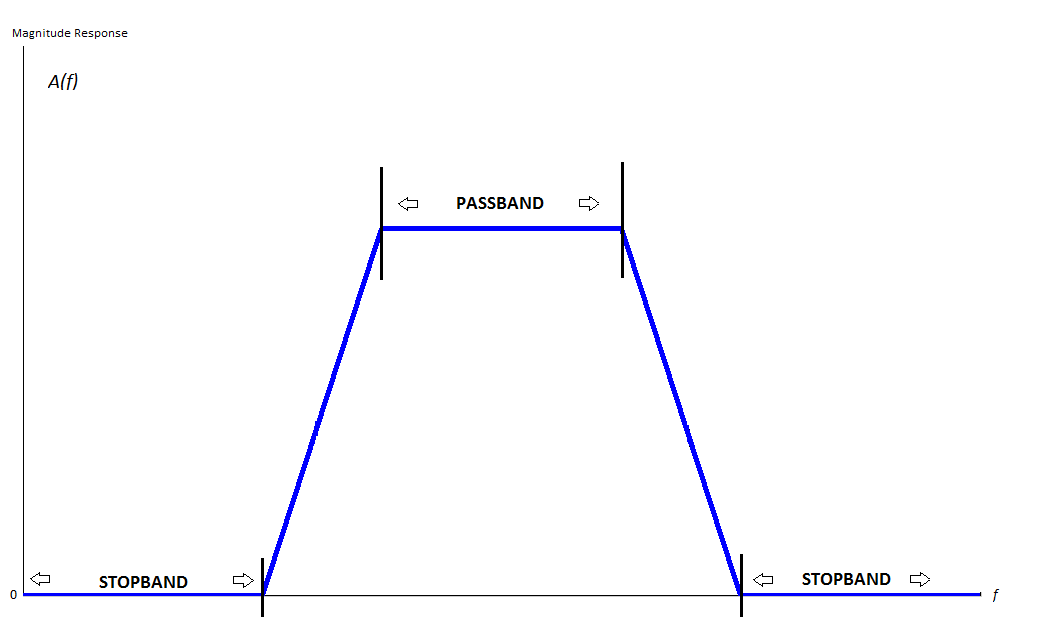
پاسخ فرکانسی یک نمونه فیلتر میان‌گذر. فرکانس‌های بین یک باندنگذر و یک باندگذر، باند گذار را مشخص می‌کند.

باندنگذر (به انگلیسی: stopband) یا باندتوقف، محدوده‌ای از فرکانس‌ها، بین حدهای مشخص‌شده‌است که ازطریق آن یک مدار، مانند فیلتر یا مدار تلفن، اجازه عبور سیگنال‌ها را نمی‌دهد، یا تضعیفی بالاتر از سطح تضعیف باندگذر موردنیاز آن است. بسته به کاربرد، تضعیف موردنیاز در باندنگذر معمولاً ممکن است مقداری بین ۲۰ تا ۱۲۰ دسی‌بل بالاتر از تضعیف باندگذر اسمی باشد که اغلب ۰ دسی‌بل است.
فرکانس‌های محدودساز پایینی و بالایی که فرکانس‌های گوشه باندنگذر پایین و بالا نیز نشان‌داده‌می‌شوند، فرکانس‌هایی هستند که در آن باندنگذر و باندهای گذار در مشخصه فیلتر به‌هم می‌رسند. باندنگذرِ یک فیلتر پایین‌گذر، فرکانس‌هایی از فرکانس گوشه باندنگذر آن (که کمی بالاتر از باندگذر ۳ فرکانس قطع دسی بل) تا فرکانس بی‌نهایت است. باندنگذر یک فیلتر بالاگذر شامل فرکانس‌هایی از ۰ هرتز تا فرکانس گوشه باندنگذر آن (کمی کمتر از فرکانس قطع باندگذر) است.
یک فیلتر میان‌نگذر دارای یک باندنگذر است که با دو فرکانس گوشه غیرصفر و نامتناهی مشخص می‌شود. تفاوت بین حدها در فیلتر میان‌نگذر پهنای‌باند باندنگذر است که معمولاً برحسب هرتز بیان می‌شود.
یک فیلتر میان‌گذر معمولاً دارای دو باندنگذر است. ضریب شکل یک فیلتر میان‌گذر رابطه بین پهنای‌باند ۳ دسی‌بل و تفاوت بین حدهای باندنگذر است.